# Женская сборная Камеруна по гандболу
Женская сборная Камеруна по гандболу — национальная сборная Камеруна, выступающая на чемпионатах Африки и мира по гандболу среди женщин. Управляется Федерацией гандбола Камеруна. Пятикратный серебряный призёр чемпионатов Африки (1979, 1987, 2004, 2021, 2022), трёхкратный бронзовый призёр чемпионатов Африки (1983, 1985, 2016). Чемпион Африканских игр 2003 года. 

## Результаты

### Чемпионаты мира
- 2005 — 22-е место
- 2017 — 20-е место
- 2021 — 28-е место
- 2023 — 24-е место

### Чемпионаты Африки
- 1979 —
- 1983 —
- 1985 —
- 1987 —
- 1996 — 5-е место
- 1998 — 4-е место
- 2000 — 4-е место
- 2002 — 5-е место
- 2004 —
- 2006 — 5-е место
- 2008 — 7-е место
- 2010 — 7-е место
- 2012 — 5-е место
- 2014 — 7-е место
- 2016 —
- 2018 — 4-е место
- 2021 —
- 2022 —